# Бејзбол палица
Бејзбол палица је глатка дрвена или метална палица која се користи у бејзболу. На делу рукохвата је нешто ужа од дела којим се удара по лоптици.

## Карактеристике
Дужина бејзбол палице је прецизно дефинисана и износи 1,1 m. Ширина палице не сме да буде већа од 6,6 cm и то на делу палице којом се удара лопта. На делу који је заправо рукохват пречник је мањи и није специјално дефинисан. Тежине бејзбол палице могу да варирају у опсегу од 0,94 kg па до 1 kg.
Бејзбол палице се праве од дрвета или металних легура. У аматерском бејзболу је дозвољено коришћење обе врсте. У задње време све се чешће користе дрвене палице, пре свега због безбедности играча. Као најподеснија врсте дрвета сматрају се жута бреза и амерички јасен. Као метал најчешће се користи алуминијум или неке легуре алуминијума и овакве палице су погодније за брже и јаче ударање лопте. Зато из безбедносних разлога део главе играча који је потенцијално угрожен ударцем лопте мора бити заштићен, или одговарајућим обликом кациге или мрежом преко лица.

## Остале употребе
Бејзбол палица се због своје специфичности може користити уместо пендрека. Врло је опасно средство у масовним тучама и протестима. Током протеста у Енглеској 2011. године нагло је скочила продаја бејзбол палица преко интернет продавница.